# Anacithara modica
Anacithara modica é uma espécie de gastrópode do gênero Anacithara, pertencente a família Horaiclavidae.